# Catch me now
Catch me now of 原來愛上賊 is een Hongkongse televisieserie die geproduceerd is door TVB. Hij werd in oktober 2007 gemaakt.

## Verhaal
Een grote hoeveelheid drugsgeld heeft een strijd in verstand tussen Kong Yeung (Joe Ma) en Ko Chit (Damian Lau) veroorzaakt, een detective en een dief. Langzamerhand ontdekt Yeung de ware identiteit van Chit, hij is de leider van een dievenbende die zijn restaurant werk gebruikt om zijn illegale activiteiten te verbergen. Ondanks al zijn pogingen mist Yeung voldoende bewijs om zijn beweringen tegen Chit te ondersteunen. Desondanks houdt Yeung Chit nauwlettend in de gaten en gelooft in de uiteindelijke overwinning van het goede over het kwade. Yeungs verknochtheid voor zijn werk verzuurt zijn relatie met zijn vrouw Hong Mei-Lei (Fala Chen). Gelukkig krijgt Lei steun en aanmoediging van haar beste vriendin Bao Yung-Yung (Idy Chan). Chit is sterk aangetrokken tot Yungs goedhartige karakter. Om haar leven te redden riskeert hij zelfs het blootstellen van zijn geheime identiteit. Er is een keus tussen liefde en ideaal...

## Rolverdeling
- Damian Lau als Ko Chit (Jack) 高哲
- Idy Chan als Bao Yung-Yung 包蓉蓉
- Joe Ma Tak-Chung als Kong Yeung 江揚
- Fala Chen als Hong Mei-Lei (Minnie) 康美莉
- Koni Lui als Wang Ming-Chuen (lange krabbenpoot/Tseung Kuk Haai) 汪明翔
- Sharon Chan als Kong Kiu 江翹, beveiligingsbeambte, Kong Yeungs zusje, Tam Buns geliefde
- Aimee Chan als Shum On-Na (NaNa) 沈安娜
- Li Ka-Sing als Yau Dai-Hoi 游大海
- Makbau Mak als Chiu Kwan-Ho 趙君豪

Best selling secrets 同事三分親 · Legend of the demigods 搜神傳 · Wars of in-laws II 野蠻奶奶大戰戈師奶 · Wasabi mon amour 和味濃情 · The master of tai chi 太極 · A journey called life 金石良缘 · The silver chamber of sorrows 銀樓金粉 · The money-maker recipe 師奶股神 · Dressage to win 盛裝舞步愛作戰 · Speech of silence 甜言蜜語 · When a dog loves a cat 當狗愛上貓 · Your class or mine 尖子攻略 · The four 少年四大名捕 · Survivor's law II 律政新人王II · The gentle crackdown II 秀才愛上兵 · The seventh day 最美麗的第七天 · D.I.E. 古靈精探 · Catch me now 原來愛上賊 · Forensic heroes II 法證先鋒II · Love exchange 疑情別戀 · Last one standing 與敵同行 · Moonlight resonance 溏心風暴之家好月圓 · The gem of life 珠光寶氣 · When Easterly Showers Fall on the Sunny West 東山飄雨西關晴 · Off pedder 畢打自己人 · Pages of treasures Click入黃金屋